# John Scott Burdon-Sanderson
John Scott Burdon-Sanderson (21 décembre 1828 – 23 novembre 1905), 1er baronnet, est un physiologiste britannique, né près de Newcastle upon Tyne.
Membre d'une famille en vue du Northumberland, il reçoit sa formation médicale à l'université d’Édimbourg et à Paris. Établi à Londres, il devient « Medical Officer of Health» (chef du comité médical municipal) de Paddington en 1856 et quatre ans plus tard médecin à l'hôpital du Middlesex et au « Brompton Consumption hospital » (hôpital pour phtisiques à Londres).

## Carrière

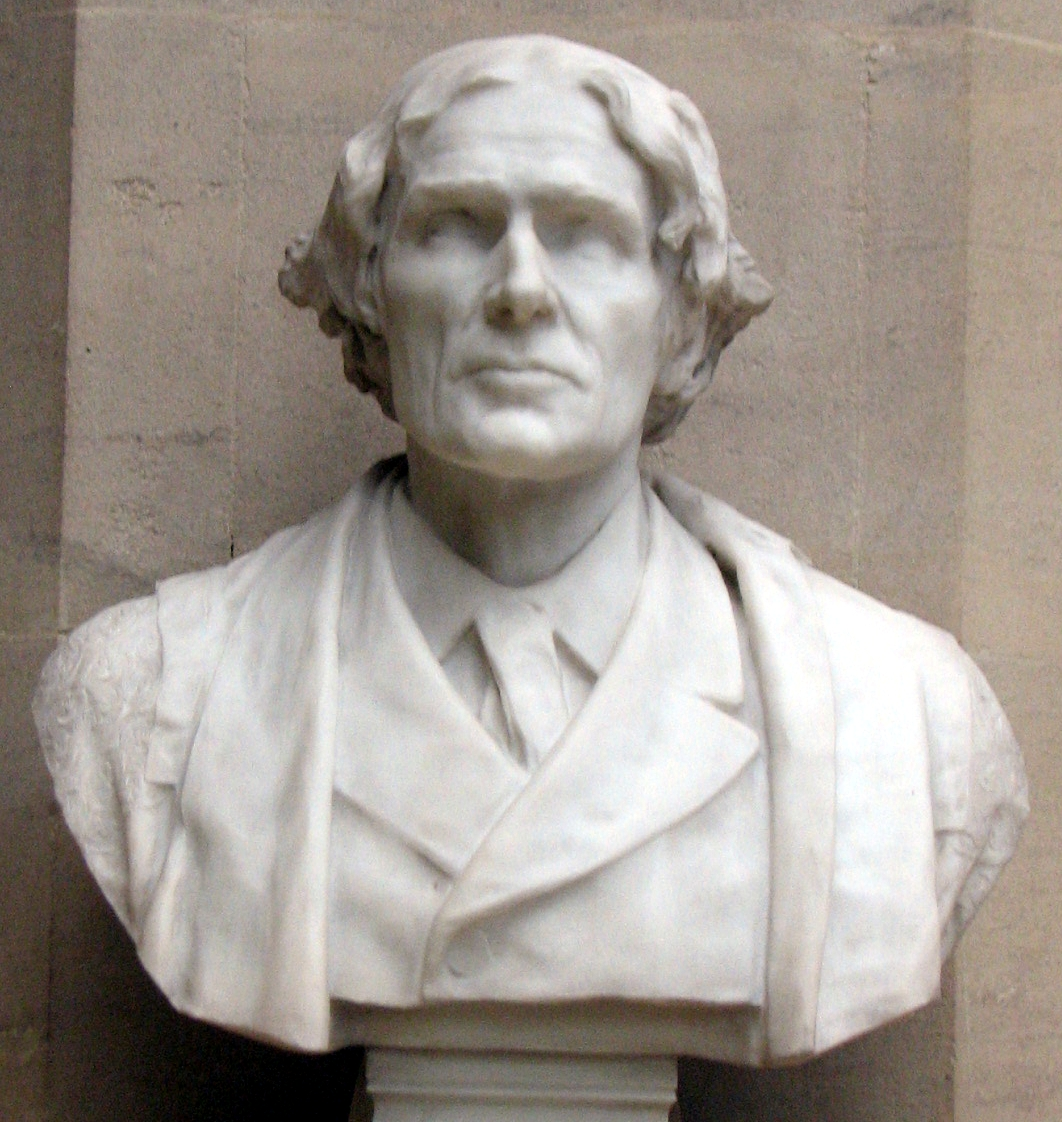
John Scott Burdon-Sanderson.

Quand la diphtérie apparait en Angleterre, en 1858, on l'envoie étudier la maladie dans ses différents foyers, et dans les années suivantes, il mène plusieurs enquêtes semblables, par exemple sur la peste bovine et sur le choléra en 1866.
Dans une publication de 1871, il signale qu'une culture recouverte de moisissure ne produit pas de bactéries, ce qui le met au nombre des précurseurs de Fleming. Il est nommé « first principal » de la Brown Institution à Lambeth en 1871, et, en 1874, devient titulaire de la chaire Jodrell de physiologie au University College de Londres, poste qu'il occupe jusqu'en 1882. Quand la chaire Waynflete de physiologie est fondée à l'université d'Oxford en 1882, elle lui est attribuée et il est aussitôt la cible d'une violente agitation antivivisectionniste. Une proposition de faire consacrer par l'université des fonds importants à lui fournir des salles de cours et un laboratoire convenable rencontre une forte opposition, chez certains pour motifs économiques, mais en grande part parce qu'il soutient l'utilité et la nécessité des expériences sur les animaux. L'octroi des fonds, toutefois, est finalement voté par une petite majorité (88 contre 85), et, dans la même année, la Royal Society lui décerne une Médaille royale en reconnaissance de ses recherches sur les phénomènes électriques manifestés par les plantes ainsi que sur les relations entre organismes microscopiques et maladies, et des services qu'il a rendus à la physiologie et à la pathologie. En 1885, l'université d'Oxford est sollicitée de voter un crédit de 500 livres par an pendant trois ans en faveur du laboratoire, qui touche à son achèvement. Cette proposition est combattue avec une extrême âpreté par les opposants de Sanderson, les antivivisectionnistes, parmi lesquels E. A. Freeman, John Ruskin et John Mackarness, évêque d'Oxford. Finalement, les crédits sont votés par 412 voix contre 244.

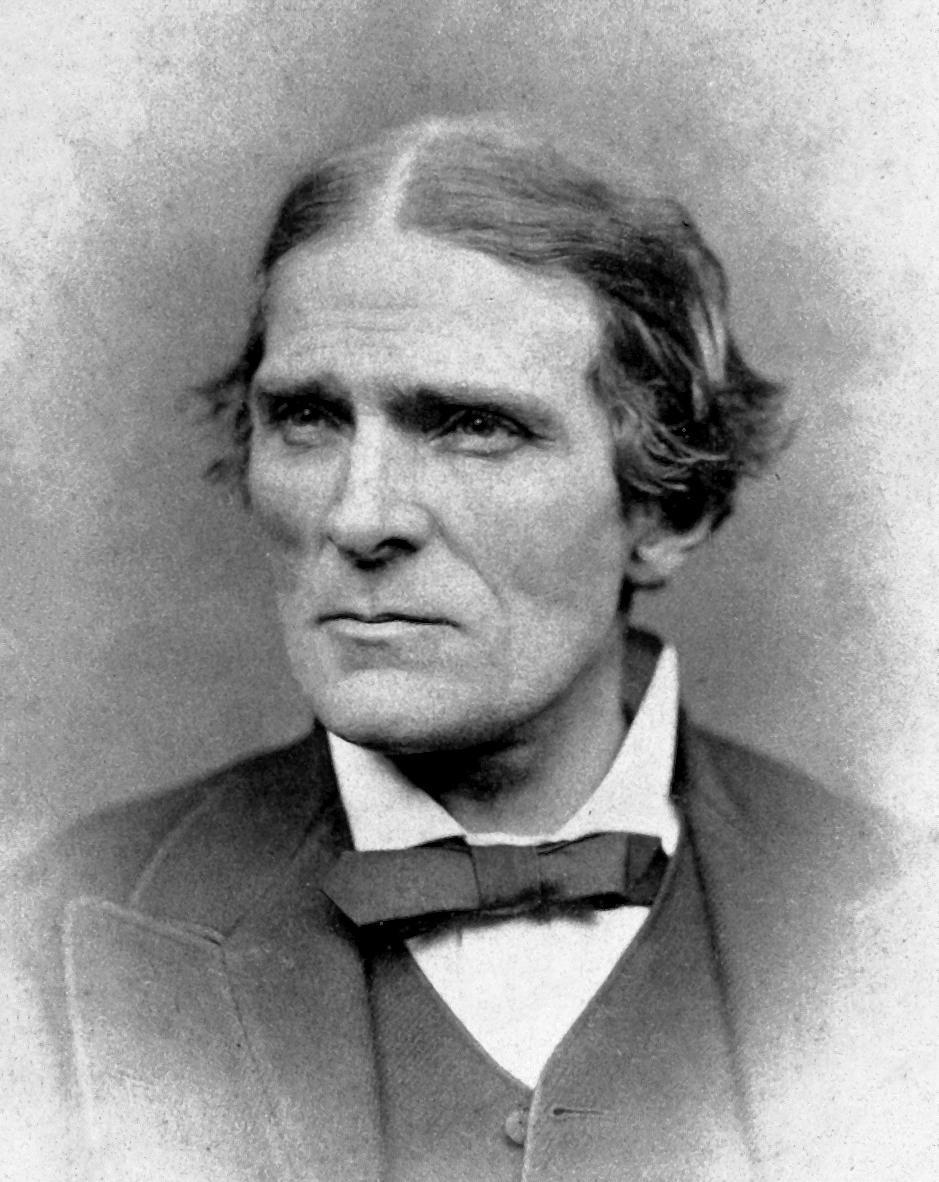
John Burdon-Sanderson, 1870

En 1895, Sanderson est nommé Professeur Royal (« Regius Professor ») de médecine à Oxford, poste dont il se retire en 1904. En 1899, il est créé baronnet. Les résultats de ses travaux, en biologie et en médecine, lui valent de nombreux honneurs. Il se voit confier la Croonian Lecture à la Royal Society en 1867 et en 1877, et au Collège royal de médecine de Londres en 1891. Il donne le discours harveyen (« Harveian Oration ») devant le Collège royal de médecine de Londres en 1878, exerce la présidence de la British Association for the Advancement of Science à Nottingham en 1893 et siège dans trois commissions royales : sur les hôpitaux (1883), sur la tuberculose, la viande et le lait (1890), et sur l'université de Londres (1892).
Il meurt à Oxford le 23 novembre 1905.